# Gangotena-palota
A Gangotena-palota vagy Gangotena-ház (spanyolul: Palacio Gangotena vagy Casa Gangotena) az ecuadori főváros, Quito belvárosának egyik jelentős műemléke. Ma fényűző szálloda működik benne.

## Története
Az eredeti házat 1600-ban építtette a Ponce Castillejo család, majd már a független Ecuador idején egy José María Caamaño nevű gazdag, kakaóval foglalkozó vállalkozó vásárolta meg, aki az új ország első köztársasági elnökeinek adta bérbe, köztük Vicente Rocafuertének. Az eredetileg Casa San Miguel („Szent Mihály-ház”) névre hallgató palota 1840-ben kapta azóta is használatos nevét, méghozzá a Cotopaxi tartományban földbirtokokkal rendelkező lakói, a Gangotena család után. Ennek a befolyásos fővárosi családnak a tagjai között politikusok, földbirtokosok, akadémikusok és költők is akadtak.
1914-ben az épület leégett: elképzelhető, hogy a család egyik lányának volt vőlegénye a lány esküvőjén felgyújtotta az épületet, de van olyan változat is, hogy a lány nem akart hozzámenni egy férfihoz, és a férfi ezért gyújtotta fel. A tönkrement palotát 1926-ban teljesen újjáépítették, méghozzá az olasz Russo építésztestvérek tervei szerint.
Az elkövetkező évtizedekben aztán lassan egyre elhanyagoltabbá vált a palota. Az utolsó, Gangotena családnevet viselő birtokosa Mimi és Lola volt, a két lánytestvér, akik közül az utóbbi Camilo Ponce Enriquez államfőhöz ment feleségül, és öt gyermekük született. A két nő halála után azonban a ház egy alapítványhoz került, ami pedig 2007-ben eladta azt Roque Sevillának, Quito korábbi polgármesterének. Sevilla szállodát létesített benne, amely 2010-ben nyílt meg.

## Leírás
A palota a Szent Ferenc tér délnyugati szélén található, főhomlokzata a tér és az azt határoló Simón Bolívar utca felé néz, míg az épület északnyugati oldalán a Cuenca utca húzódik. A háromszintes, fehérre festett palota félköríves záródású főkapuja fölött erkély található, tetejét balusztrádos attikafal díszíti.
Az egykori gyarmati stílusú ház az 1926-os újjáépítés után megváltozott: díszítő oszlopok, szökőkutak és falfestmények sokasága nyújt változatos kinézetet számára. Az egyik freskó, amely ma a szálloda Junior Suite-jében látható, a Gangotena család tagjait ábrázolja lovon ülve, a szereplők nevei pedig a gyeplőkre vannak felírva. A délnyugati szárny egykori üvegezett teraszán (ahol annak idején a nők gyűltek össze varrni és pletykálni) egy tengeri látképet ábrázoló festmény található, kis vitorlásokkal.
A ma az épületben működő luxusszálloda 31 szobával rendelkezik, amelyek mindegyike különbözik a másiktól, egyedi stílussal rendelkezik.

## Képek

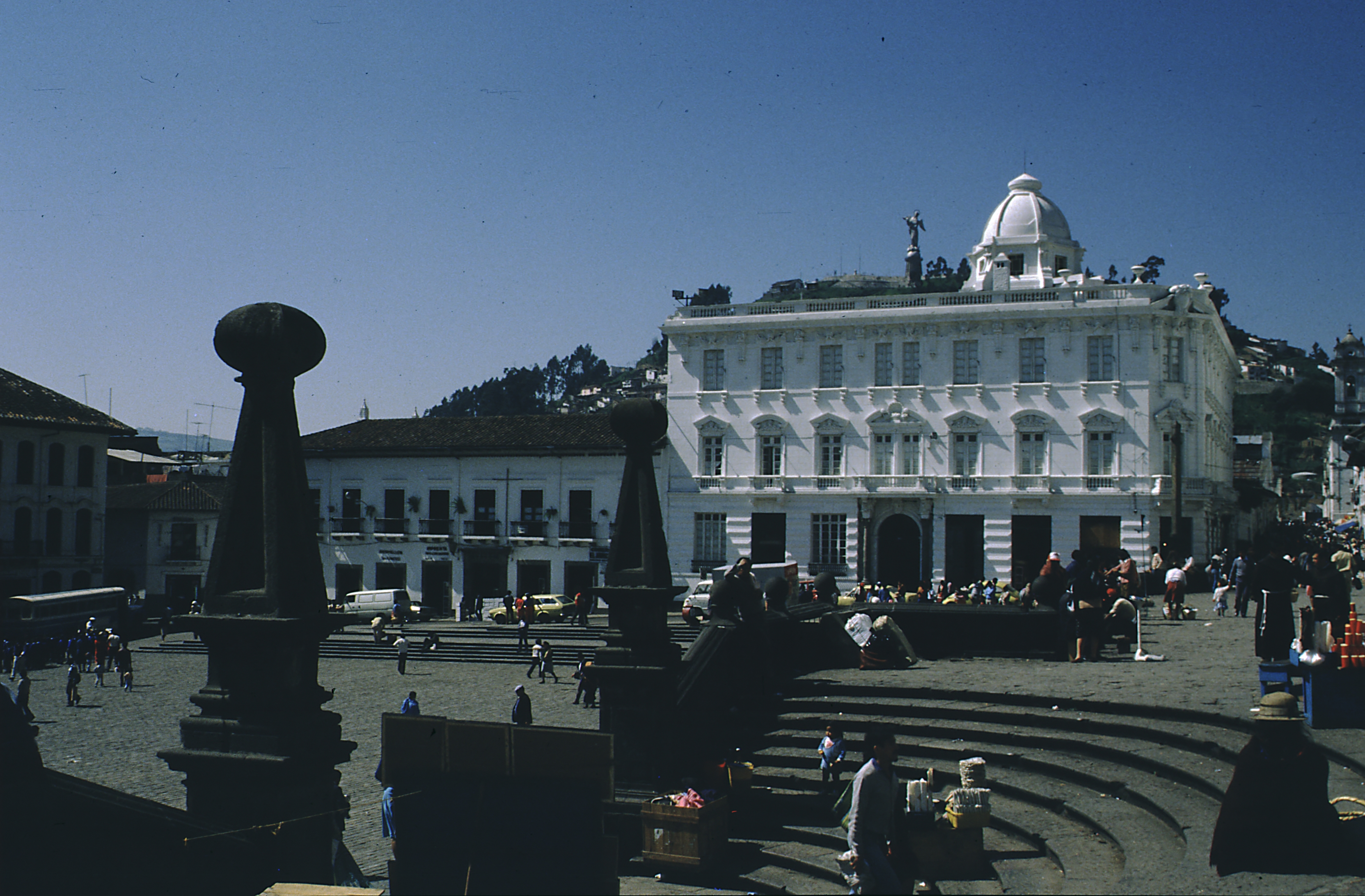
A palota és környéke 1985-ben
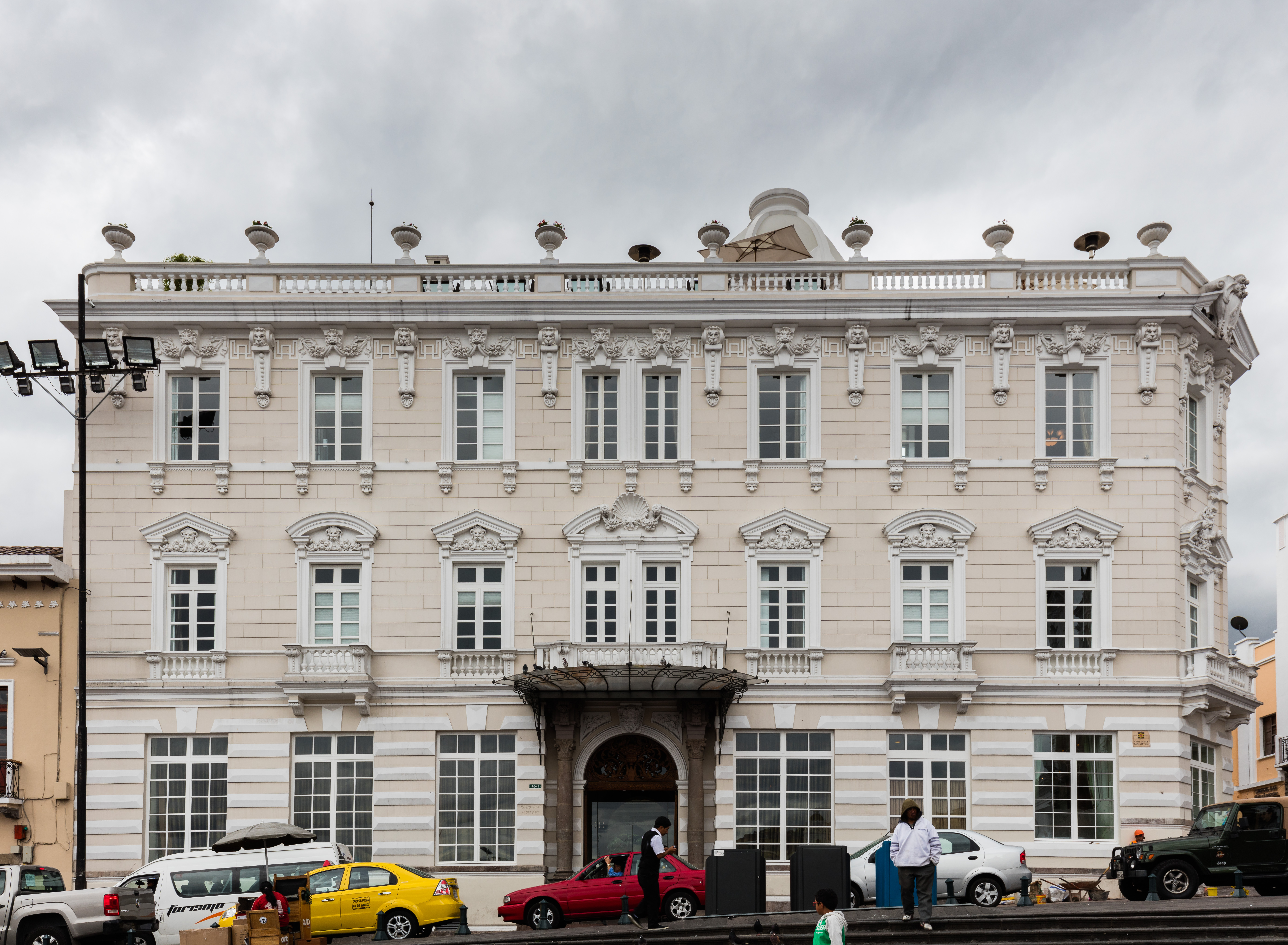
A főhomlokzat 2015-ben
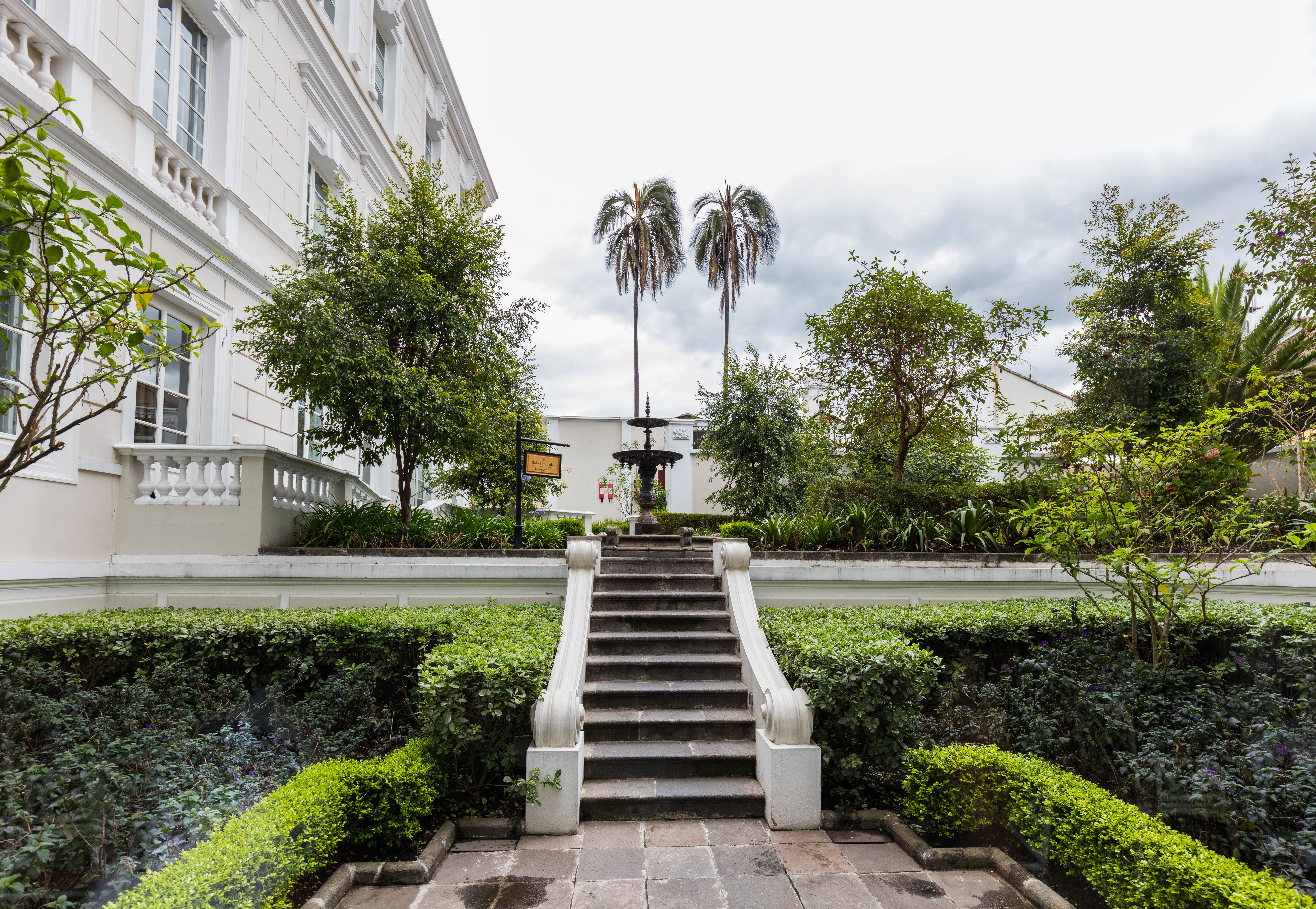
A palotakert
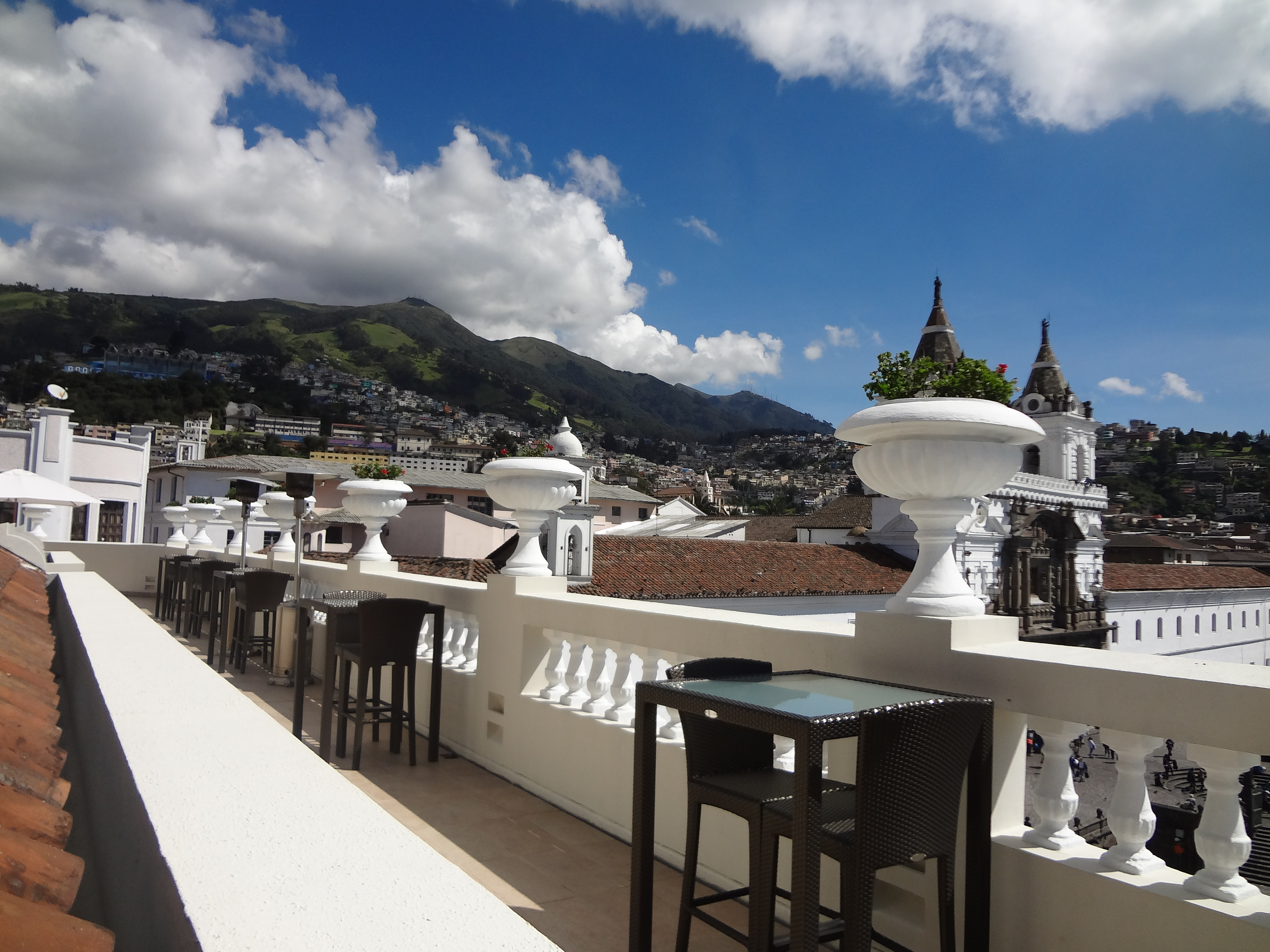
Az épület terasza